# Sarah J. Maas
Sarah Janet Maas (New York, 5 maart 1986) is een Amerikaanse fantasy-auteur. Maas is bekend van de boekenreeksen Throne of Glass (afkorting: TOG), A Court of Thorns and Roses (ACOTAR) en Crescent City (CC).
Begin 2024 telt haar bibliografie 16 boeken. Wereldwijd zijn daar meer dan 38 miljoen exemplaren van verkocht. Haar werk is vertaald in 38 talen, waaronder Nederlands, Frans, Duits en Spaans.

## Verfilmingen
Maas kondigde in maart 2021 aan dat de Amerikaanse streamingdienst Hulu een televisieserie gaat maken van A Court of Thorns and Roses. Maas werkt daarvoor samen met Ron Moore. In februari 2024 waren er geruchten dat de serie was geschrapt, maar Entertainment Weekly en Variety hebben aangegeven dat ACOTAR nog steeds in productie is.
- Bibsys: 1533887382087
- Bibliothèque nationale de France: cb167165425 (data)
- Catàleg d'autoritats de noms i títols de Catalunya: 981058594725606706
- Gemeinsame Normdatei: 1054401233
- International Standard Name Identifier: 0000 0003 6929 3270
- Library of Congress Control Number: n2012025986
- MusicBrainz: 1a12f34a-c681-468e-b544-e68e5b998360
- Bibliotheek van het Japanse parlement: 001176452
- Nationale Bibliotheek van Tsjechië: xx0197098
- Nationale Bibliotheek van Israël: 987007583695505171
- Nationale en Universitaire bibliotheek Zagreb: 000671019
- Nederlandse Thesaurus van Auteursnamen: 374776326
- Système universitaire de documentation: 189166134
- Virtual International Authority File: 238172260
- WorldCat: E39PBJr3wrQjwYpx3JcMRxxVYP